# 絡新婦

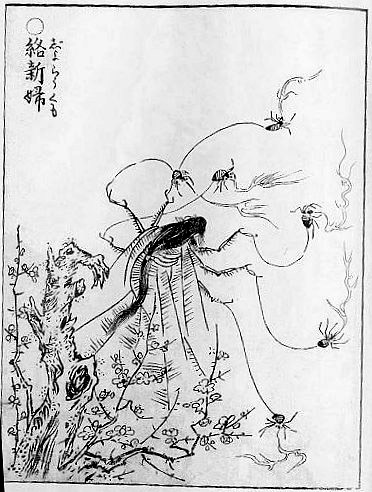
鳥山石燕在《今昔畫圖續百鬼》裡所繪的絡新婦

絡新婦，日本傳說的妖怪，本來的意義為「女郎蜘蛛」。在鳥山石燕的《畫圖百鬼夜行》中有记载，能變身成美女的蜘蛛妖怪，經常誘惑男子。

## 传说
有說法稱蜘蛛若活到400歲，則會獲得妖力，並會幻化成女人的樣子。在江戶時代的怪談故事集太平百物語中就有女郎蜘蛛愛上男子的故事。
日本仙台市賢淵的傳說中提及一個樵夫在水邊休息時，發現一隻蜘蛛屢次從水中爬出並在其腳上吐絲。樵夫以木樁代替自己的腳纏上蜘蛛絲，結果木樁被拉到水底，水中則傳出一個聲音說「聰明聰明」。這也使得絡新婦的傳說起源和水神信仰有所關連，當地也視絡新婦為保護人不溺水的女神。